# Joe Francis
Joseph R. "Joe" Francis (nascido em 1º de abril de 1973) é um empresário americano, fundador da franquia Girls Gone Wild.
Francis cresceu em Laguna Beach, Califórnia. Seus pais são Raymond e Maria Francis. Francis começou a trabalhar primeiramente com os negócios do pai, depois para várias companhias de produção, onde fundou a série de clipes "Banned from TV". Foi com esta série que ele criou o conceito de mulheres universitárias expondo seus seios e fazendo vídeos para consumo. Inicialmente chamado College Girls Gone Wild, Girls Gone Wild foi criado por este conceito. Estes vídeos foram um sucesso estrondoso e Francis tornou-se mais rico e conhecido.
Mas, quando Madonna fez a música "Girl Gone Wild", Francis ameaçou a cantora por violação dos direitos de autor